# كيلمسكوت
كيلمسكوت (بالإنجليزية: Kelmscott)‏هي قرية وأبرشية مدنية، تقع على نهر التايمز في غرب أوكسفوردشاير، على بعد حوالي 2 ميل (3 كـم) شرق ليشليد في مقاطعة جلوسيسترشاير المجاورة.منذ عام 2001، تم دمج قرية ليتل فارينغدون، التي كانت تعتبر أقضية مدنية منفصلة. سُجل تعداد عام 2011 عدد سكان الأقضية المدمجة بواقع 198 نسمة. 

## كيلمسكوت مانور

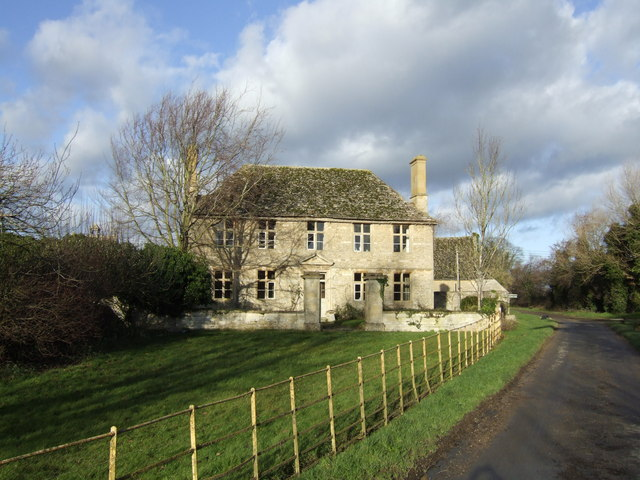
مزرعة مانور، بُنيت حوالي عام1700

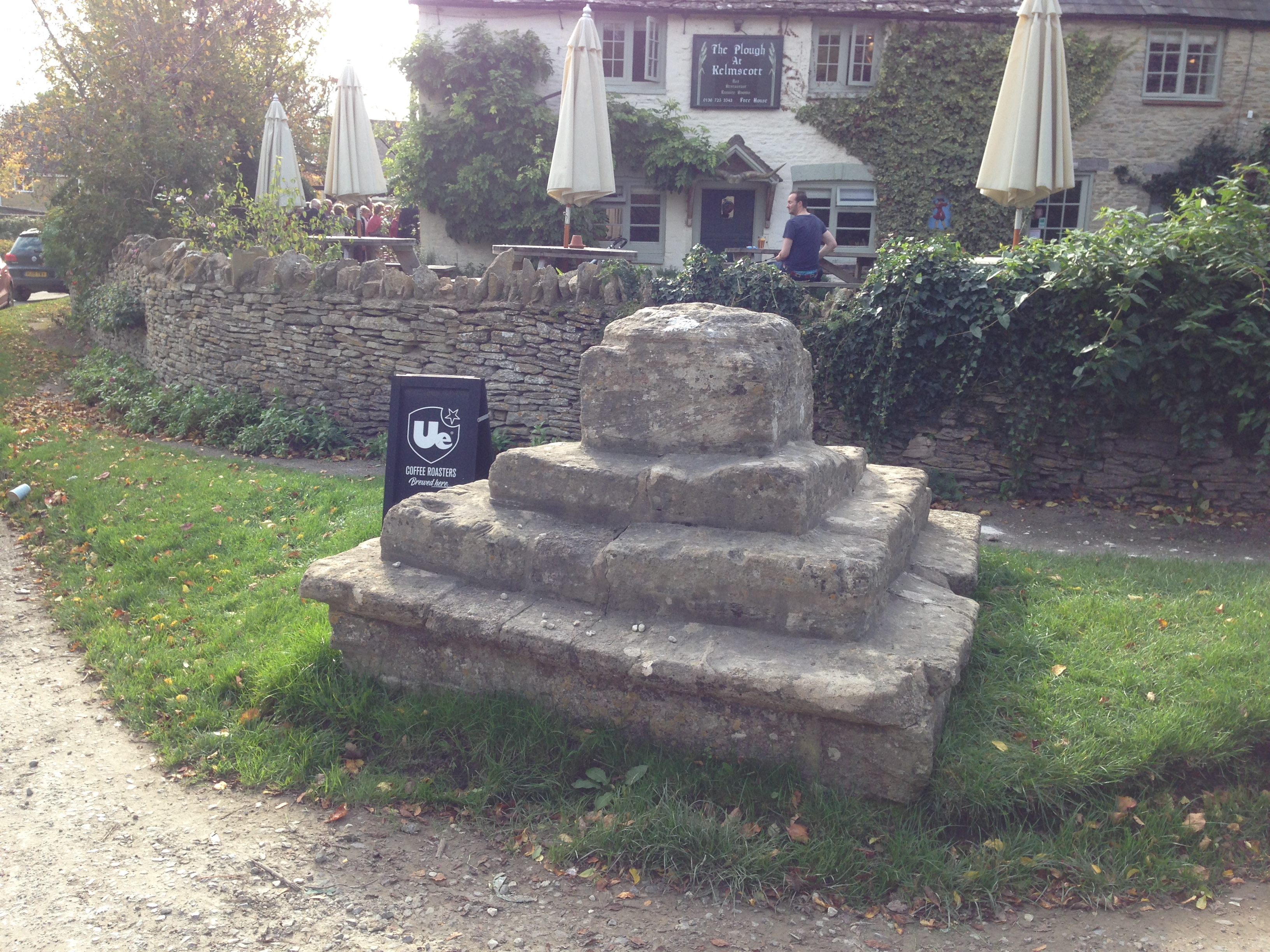
بقايا صليب من القرن الرابع عشر أو الخامس عشر،بجوار حانة نزل الجرارThe Plough Inn.

كيلمسكوت مانور (بالإنجليزية: Kelmscott Manor)‏ هو منزل بني من الحجر الكوتسوولد، تم بناؤه حوالي عام 1570 خلال عصر إعادة بناء إنجلترا الكبير وتم توسيعه في وقت متأخر من القرن السابع عشر.  كان المنزل الريفي لويليام موريس من عام 1871 حتى وفاته في عام 1896. لقد استمد إلهامًا كبيرًا من الأصالة البكر لهندسة الدار وحرفيتها، وعلاقتها العضوية مع محيطها.ينتمي قصر كيلمسكوت الآن إلى جمعية الآثار في لندن .  أعاد موريس تسمية منزله في لندن إلى كيلمسكوت هاوس بعد كيلمسكوت عندما اشتراه في أبريل 1879. أطلق على صحافته الخاصة، التي بدأها عام 1891، اسم مطبعة كيلمسكوت.

## كنيسة الرعيةق
بُني نفق كنيسة سانت جورج للكنيسة الإنجليزية في حوالي عام 1190 في الطراز الانتقالي بين الطراز النورماني والطراز الإنجليزي المبكر، والمصلى المرتفع الخلفي من المذبح على الأرجح يعود لنفس التاريخ. وتمتلك المبنى ممرين عرضيين تم إضافتهما حوالي عام 1260. تمت إضافة طابق علوي مشر للنفق في القرن الخامس عشر. والعديد من نوافذ النفق والمذبح هي إضافات غوثيكية مستقيمة، بما في ذلك نافذة المذبح الشرقية.  الكنيسة عبارة عن مبنى مدرج من الدرجة الثانية.
يوجد في باحة الكنيسة قبر ويليام موريس، الذي صممه فيليب ويب. عرض موريس الكنيسة في روايته أخبار ليست من أي مكان، عندما تم نقل الضيف إلى هناك في الجزء الأخير من الكتاب للاحتفال. أصبحت أبرشية سانت جورج الآن جزءًا من منحة شيل فالي وبرودشاير، والتي تضم أيضًا أبرشيات ألفسكوت وبلاك بورتون وبرودويل وبروتون بوجز وفيلكينز وهولويل وكينكوت ولانجفورد وليتل فارينجدون وشيلتون وويستويل .  في القرية، بجوار حانة نزل الجرار(بالإنجليزية: The Plough Inn)‏، توجد بقايا صليب من القرن الرابع عشر أو الخامس عشر. 

## الروابط الخارجية
- قرية كيلمسكوت